# Ковпак Олександр Олександрович
Олекса́ндр Олекса́ндрович Ковпа́к (нар. 2 лютого 1983, Сміла) — український футболіст, нападник, футбольний тренер.

## Клубна кар'єра

### Початок кар'єри
Вихованець ДЮСШ (Сміла). Перший тренер — Віктор Іванович Нагорний. Футболом Ковпак почав займатися з 14 років у смілянській ДЮСШ. А до футболу з 6 років займався спортивною гімнастикою, як говорить Сашко, заняття якою йому й досі допомагають, позаяк виробилися гнучкість і пластичність, які він часто використовує під час гри. Після занять у Нагорного він перейшов у старшу вікову групу до Петра Івановича Славінського. Завдяки першим своїм тренерам, що заклали фундамент футбольної науки, Ковпак став тим, ким нині є. Позаяк він став показувати стабільно результативну гру в чемпіонаті області, на нього звернули увагу тренери ФК «Черкаси», запросивши до команди.

### «Черкаси»
У 2004 році в Кубку України ФК «Черкаси» грав з командами вищої ліги — одеським «Чорноморцем» — 3:2 і «Таврією» (1:1), Олександр зіграв в обох матчах, забивши м'яч у ворота одеситів. Тоді його гра справила враження на тренерів цих команд, і вони запросили Ковпака на перегляд. Він відгукнувся на запрошення головного тренера «Таврії» Олега Вікторовича Федорчука.

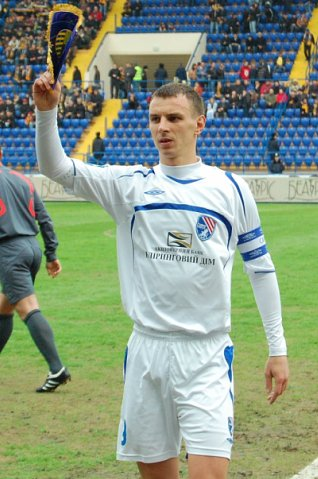
Олександр Ковпак під час виступів за «Таврію». 2010 рік.

### «Таврія»
У вищій лізі Олександр Ковпак дебютував 1 березня 2005 року в матчі «Таврія» — «Борисфен»; перший гол у вищій лізі забив 13 березня того ж року у ворота Дмитра Стойка в матчі проти «Ворскли-Нафтогазу» (у тому матчі Ковпак відзначився дублем).
Після переїзду Володимира Гоменюка в дніпропетровський «Дніпро», став капітаном навесні 2009 року. У сезоні 2008/09 з 17 голами став найкращим бомбардиром чемпіонату України. Після закінчення сезону 2008/09 сайт Football.ua включив його до символічної збірної чемпіонату України.

### «Арсенал»
Після конфлікту з керівництвом «Таврії», у грудні 2010 року Ковпак перейшов у київський «Арсенал». Поступово Олександр став основним гравцем команди і навіть 2012 року допоміг клубу вперше в історії вийти до єврокубків.
На початку 2013 року через фінансові проблеми в «Арсеналі» клуб змушений був відпустити більшість високооплачуваних футболістів, у тому числі й Олександра, що як вільний агент разом з партнерами по команді Саулюсом Міколюнасом та Сергієм Симоненком 21 січня 2013 підписав контракт з футбольним клубом «Севастополь», який виступав у першій лізі.

### «Севастополь»
Ковпак грав за клуб у 2013—2014 роках, доки клуб не був розформований, але встиг зіграти за нього 28 матчів. За цей час він забив 8 голів.

### «Ворскла»
З 2014 по 2016 рік грав за полтавську «Ворсклу».

### Завершення кар'єри
20 липня 2016 року став гравцем «Черкаського Дніпра», де провів один сезон, після чого ще один рік грав за «Полтаву». З цією командою Ковпак вийшов до Прем'єр-ліги, втім влітку 2018 року, напередодні дебюту у елітному дивізіоні, команда знялась зі змагань, а Ковпак перейшов до іншого абсолютного дебютанта вищого дивізіону «Десни». Протягом першої половини сезону виходив на поле у 7 матчах чемпіонату, кожного разу на заміну, і не забив жодного гола. 16 січня 2019 року його контракт з чернігівським клубом було розірвано за згодою сторін. Наступного місяця Олександр підписав контракт з клубом «Арсенал-Київ». 1 вересня 2019 року став гравцем одеського «Чорноморця». 26 листопада 2019 року покинув одеський клуб.

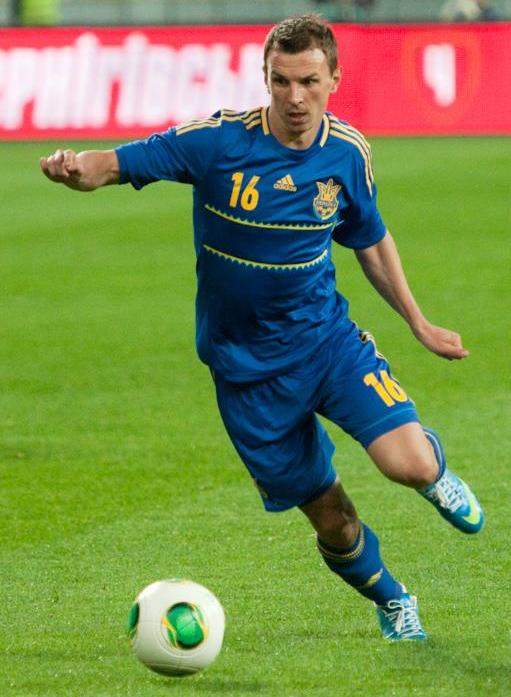
Олександр Ковпак у своєму дебютному матчі за національну збірну проти Камеруну. 2013 рік.

## Збірна
Провів 1 матч за молодіжну збірну України (U-21). За національну збірну країни, провів три гри.
| 01. | 02.06.2013 | НСК «Олімпійський», Київ         | Україна — Камерун    | 0-0 | Товариський матч         | 87' |  |  |  |
| 02. | 07.06.2013 | «Стадіон под Горіцом», Подгориця | Чорногорія — Україна | 0-4 | Відбірковий матч ЧС-2014 | 90' |  |  |  |
| 03. | 14.08.2013 | НСК «Олімпійський», Київ         | Україна — Ізраїль    | 2-0 | Товариський матч         | 80' |  |  |  |

## Досягнення
- Володар Кубка України 2010.
- Найкращий бомбардир української Прем'єр-ліги 2008/2009 з 17 м'ячами.
- В списках 33-х найкращих футболістів сезону в Україні (2): № 2 — 2009, № 3 — 2010.